# Paix de Mignano
La paix de Mignano de 1139 est le traité qui a mis fin à plus d’une décennie de guerre continuelle dans le Mezzogiorno à la suite de l’union du duché d’Apulie et de Calabre avec le comté de Sicile en 1127. Il est important de savoir qu’en 1130, c’est l’antipape Anaclet II qui avait couronné le roi Roger II, à Palerme le 25 décembre.
Le pape légitime, Innocent II, ne reconnut pas ce titre et dans la péninsule, de nombreux vassaux de Roger refusèrent de reconnaître son autorité royale. Pendant la décennie 1130, Roger vainquit ses vassaux un à un jusqu’à ce qu’en 1137, l’empereur Lothaire II intervînt aux côtés du pape et conquit la plus grande partie du Sud. Cependant la mort de Lothaire priva les barons du Sud de son soutien, et Roger eut vite fait de reconquérir ses territoires. En 1139, le duc impérial et pontifical d’Apulie, Ranulf d'Alife, mourut.
Innocent et Robert II, prince de Capoue qui avait été dépossédé, entrèrent en guerre pour rasseoir leur autorité. À Galluccio, le fils de Roger tendit une embuscade aux troupes pontificales avec seulement mille chevaliers et captura le pape et sa suite. Trois jours plus tard, le 25 juillet à Mignano, Innocent confirma Roger l’aîné comme rex Siciliae, ducatus Apuliae et principatus Capuae et l’investit de ses titres. Il investit également son fils comme duc et un autre fils, Alfonso, comme prince de Capoue.
En 1143, Innocent refusa de reconnaître le traité, mais Roger envoya Robert de Selby et son armée contre Bénévent qui appartenait au pape. Le traité de Mignano fut à nouveau confirmé. En 1156, selon le traité de Bénévent, le tribut d’hommage au pape que Roger II avait accepté de payer en 1139 et qui s’élevait à 600 schifati fut confirmé et 400 schifati supplémentaires vinrent s’ajouter pour les territoires nouvellement conquis.

## Sources
- (en) Cet article est partiellement ou en totalité issu de l’article de Wikipédia en anglais intitulé « Treaty of Mignano » (voir la liste des auteurs).